# Ледник Грумм-Гржимайло
Ледни́к Грумм-Гржима́йло (Музкула́к, тадж. Пиряхи Грумм-Гржимайло) — долинный древовидный ледник на центральном Памире в Таджикистане (Горно-Бадахшанская автономная область), у основания пика Независимости (6974 м) и на склонах Язгулемского хребта. В 2023 году ледник был переименован в Паридор.
Длина ледника составляет 37 км, площадь — 142,9 км². Имеет многокамерную область питания на высотах 5500—6900 м, фирновая линия лежит на высоте 5080 м. Язык ледника принимает более 10 притоков и спускается до 3610 м. Ледник даёт начало реке Тахмурас.
Ледник был открыт в 1887 году экспедицией братьев Григория и Владимира Грумм-Гржимайло; назван в их честь.